# هال براون (لاعب كرة قاعدة)
هال براون (بالإنجليزية: Hal Brown) هو لاعب كرة قاعدة أمريكي، ولد في 11 ديسمبر 1924 في غرينزبورو في الولايات المتحدة، وتوفي في 17 ديسمبر 2015.

## وصلات خارجية
- هال براون على موقعبيزبول رفرنس.كوم (الدوري الرئيسي) (الإنجليزية)
- هال براون على موقعبيزبول رفرنس.كوم (الدوري الثانوي) (الإنجليزية)
- هال براون على موقع مشجعي الرسوم البيانية (الإنجليزية)